# گتوهای نازی
رژیم نازی با حمله به لهستان در طول جنگ جهانی دوم، گتوهایی را در سرتاسر اروپای شرقی تحت اشغال آلمان ایجاد کرد تا یهودیان، و گاه مردم کولی، را در بخشهای کوچک شهرها و شهرک‌ها جداسازی و محدود کند و از این راه بهره‌گیری از آنها را گسترش دهد. در اسناد آلمانی و تابلوهای ورودی گتوها، نازی‌ها معمولاً از این مکان‌ها با نام‌های Jüdischer Wohnbezirk یا Wohngebiet der Juden یاد می‌کنند، که هر دو به شکل «محله یهود» ترجمه می‌شوند. بر پایه تعریف پژوهشگران هولوکاست، چندین نوع مشخص از گتوها وجود داشت؛ از جمله گتوهای به اصطلاح باز، گتوهای بسته، گتوهای کاری، گتوهای ترانزیتی (انتقالی) و گتوهای کشتار. در تعدادی از موارد، این گتوها تبدیل به مکان‌های برای مقاومت زیرزمینی یهودیان در برابر اشغال آلمان بودند که در مجموع به عنوان «خیزش‌های گتو» شناخته می‌شوند.

## تاریخچه

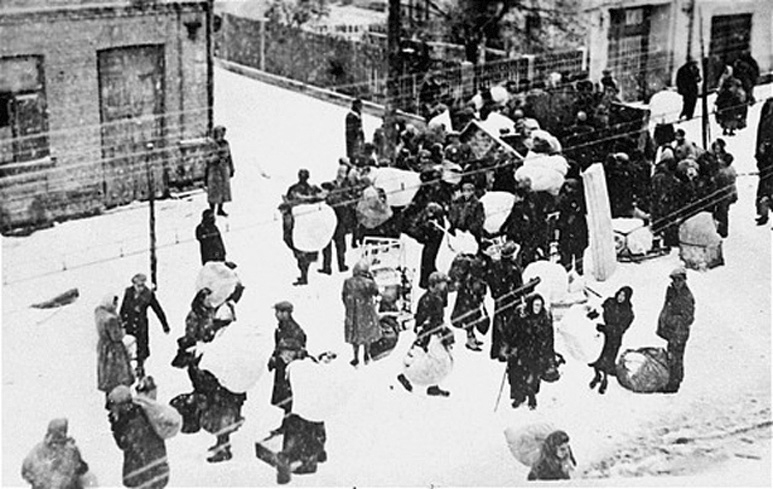
یهودیان به ناچار به درون گتو گرودنو در منطقه بیاویستوک فرستاده می‌شوند. از مجموعه رینگل‌بلوم.

نخستین اقدامات ضدیهودی با آغاز نازیسم در آلمان به شکل قانونی درآمدند، اما برنامه ای برای گتوسازی وجود نداشت و ایدهٔ آن در دورهٔ پس از رویدادهای شب بلورین رد شده بود. با این حال، بلافاصله پس از حمله آلمان به جمهوری لهستان در سال ۱۹۳۹، نازی‌ها آغاز به تعیین مناطقی از شهرها و شهرهای بزرگ لهستان برای اسکان ویژهٔ یهودیان کردند و در عرض چند هفته، برنامه ای بزرگ را برای بیرون کردن یهودیان لهستانی از خانه‌ها و مشاغل خود از طریق اخراج‌های اجباری آغاز کردند. جوامع کاملی از یهودیان توسط گردان‌های پلیس نظم و با استفاده از قطار به این مناطق بسته منتقل شدند، و این سیاست ابتدا در رایخس‌گائو و سپس در سرتاسر قلمرو دولت عمومی به اجرا گذاشته شد.
نخستین گتوی جنگ جهانی دوم در ۸ اکتبر ۱۹۳۹ در پیوترکوف تربونالسکی و ۳۸ روز پس از اشغال لهستان گشایش یافت، و گتو تولیسزکو نیز در دسامبر ۱۹۳۹ تأسیس شد. نخستین گتوی تشکیل‌شده در مراکز شهری بزرگ گتو ووچ (لیتزمانشتات) بود که در آوریل ۱۹۴۰ باز شد و متعاقب آن گتو ورشو در اکتبر همان سال. بیشتر گتوهای یهودی در سالهای ۱۹۴۰ و ۱۹۴۱ برپا شدند. این گتوها هیچگونه ارتباطی با جهان بیرون نداشتند، و با دیوارهای آجری بلند یا با سیم خاردار محاصره شده بودند. در مورد گتوهایی که ارتباطی با جهان بیرون نداشتند، هر یهودی ک قصد بیرون رفتن از آن‌ها را می‌داشت، با گلوله کشته می‌شد. گتو ورشو، واقع در قلب شهر، بزرگترین گتو در اروپای اشغالی بود که با بیش از ۴۰۰٬۰۰۰ یهودی در منطقه ای به مساحت ۳٫۴ کیلومتر مربع قرار داشت. گتو ووچ دومین گتوی بزرگ بود که حدود ۱۶۰٬۰۰۰ نفر را در خود جای داده بود. طبق بایگانی موزه یادبود هولوکاست ایالات متحده، کمینه ۱٬۰۰۰ گتوی اینچنینی تنها در لهستان و اتحاد جماهیر شوروی تحت اشغال آلمان وجود داشتند.

## شرایط زندگی
گتوهای مستقر در اروپای شرقی از نظر اندازه، وسعت و شرایط زندگی با هم تفاوت داشتند. شرایط زندگی دراین گتوها به‌طور کلی بسیار سخت بود. در ورشو، یهودیان که ۳۰ درصد کل جمعیت شهر را تشکیل می‌دادند، ناچار شدند در ۲٫۴ درصد از مساحت کل شهر زندگی کنند و این به معنای تراکمی بالغ بر ۷٫۲ نفر در هر اتاق بود. در گتو اودژووو، ۷۰۰ نفر در منطقه ای زندگی می‌کردند که پیشتر توسط پنج خانواده پر می‌شد؛ یعنی میان ۱۲ تا ۳۰ نفر در هر اتاق. یهودیان اجازه بیرون رفتن از گتو را نداشتند، بنابراین برای تأمین غذای خود ناچار بودند به قاچاق و نیز جیره‌های غذایی تأمین شده توسط نازی‌ها بسنده کنند: در ورشو این مقدار ۲۵۳ کیلوکالری برای هر یهودی بود، در مقایسه با ۶۶۹ کیلوکالری برای هر لهستانی و ۲٬۶۱۳ کیلوکالری به ازای هر آلمانی. به دلیل ازدحام فراوان، گرسنگی کشیدن و بهداشت ناکافی (همراه با کمبود تجهیزات پزشکی)، همه‌گیری‌های بیماری‌های عفونی یکی از ویژگی‌های اصلی زندگی در گتوها بود. در گتو ووچ حدود ۴۳٬۸۰۰ نفر به دلایل «طبیعی» کشته شدند، و این میزان در گتو ورشو پیش از ژوئیه ۱۹۴۲، ۷۶٬۰۰۰ نفر بود.

## انواع گتو

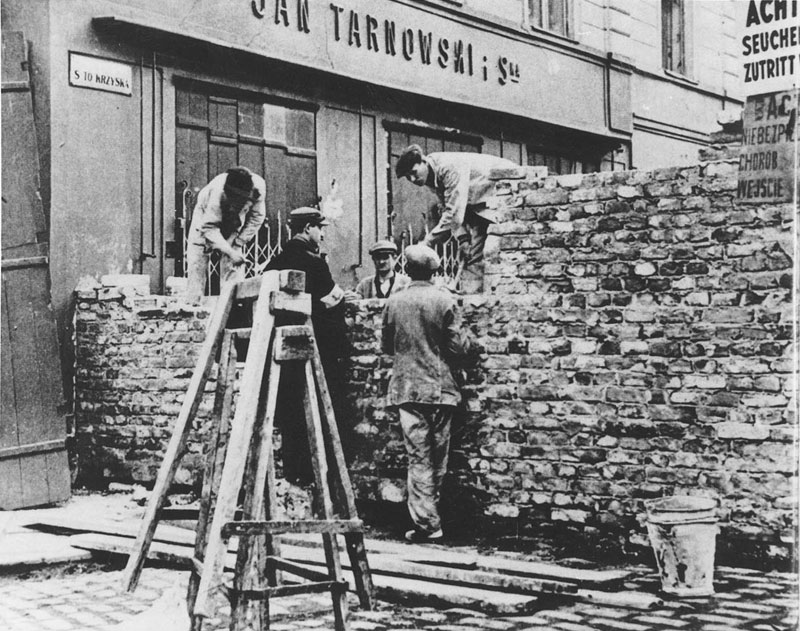
کارگران در حال بستن ورودی‌ها به گتوی ورشو. عکس از «بخش آریایی» شهر گرفته شده‌است.

برای جلوگیری از تماس غیرمجاز میان جمعیت‌های یهودی و غیر یهودی، گردان‌های پلیس نظم آلمان برای گشت‌زنی در محیط گتوها گماشته شدند. در درون هر گتو، یک نیروی پلیس گتو یهودی ایجاد شد تا اطمینان حاصل شود که هیچ زندانی اقدام به فرار نمی‌کند. به‌طور کلی، سه نوع گتو توسط نازی‌ها برقرار می‌شد:
- گتوی باز که دیوار و حصار نداشت و بیشتر در مراحل آغازین جنگ جهانی دوم در لهستان و اتحاد جماهیر شوروی اشغالی، و همچنین استان ترانس‌نیستریا اوکراین، وجود داشت. امکان ورود و خروج از این گتوها وجود داشت اما محدودیت‌های شدیدی در رابطه با آن وجود داشتند.[۹]
- گتوهای بسته یا محصور شده که بیشتر در لهستان اشغالی قرار داشتند. آنها با دیوارهای آجری، نرده‌ها یا سیم خاردارهای کشیده شده میان ستون‌ها احاطه شده بودند. یهودیان با تهدید به مجازات اعدام، مجاز به زندگی در دیگر مناطق نبودند. در گتوهای بسته وضعیت زندگی به بدترین شکل بود؛ این گتوها بسیار با ازدحام و غیربهداشتی بودند. گرسنگی، کمبود مزمن غذا، کمبود گرما در زمستان و خدمات ناکافی شهرداری منجر به شیوع مکرر همه‌گیری‌هایی مانند اسهال خونی و حصبه با میزان مرگ و میر بالا می‌شدند.[۱۲] بیشتر گتوهای نازی از این نوع گتو بودند.[۹]
- گتوهای کشتار یا پاکسازی که در واپسین مرحله از هولوکاست شکل گرفتند؛ برای ۲ تا ۶ هفته و تنها در مناطق اشغالی آلمان در لیتوانی، اوکراین، مجارستان، و لهستان اشغالی. در این هنگام گتوها به شدت محصور شدند و ساکنان آن‌ها یا به مقصد اردوگاه‌های مرگ اخراج می‌شدند یا توسط جوخه‌های مرگ آلمانی در بیرون از شهر با گلوله کشته می‌شدند (اغلب با کمک پلیس کمکی همدست).[۹]

### بخش آریایی
بخش‌هایی از یک شهر که در بیرون از دیوارهای گتوهای یهودی قرار داشتند «آریایی» خوانده می‌شدند. برای نمونه، در ورشو، این شهر به محله‌های یهودی، لهستانی و آلمانی تقسیم شده بود. کسانی که در بیرون از گتو زندگی می‌کردند باید با مدارک شناسایی، همچون گواهی غسل تعمید، ثابت می‌کردند که یهودی نیستند (هیچ‌یک از پدربزرگ و مادربزرگ‌هایشان عضو جامعه یهودیان نبوده‌اند). به این گونه اسناد گاه «اوراق مسیحی» یا «اوراق آریایی» گفته می‌شد. روحانیون کاتولیک لهستان به‌طور گسترده اقدام به جعل گواهی‌های غسل تعمید برای کمک به یهودیان می‌کردند، که توسط جنبش مقاومت مسلح لهستان، ارتش میهنی (Armia Krajowa یا AK)، به یهودیان داده می‌شدند. هر لهستانی که توسط آلمانی‌ها در حال کمک به یهودیان یافت می‌شد، مجازات اعدام داشت.

## برچیده شدن

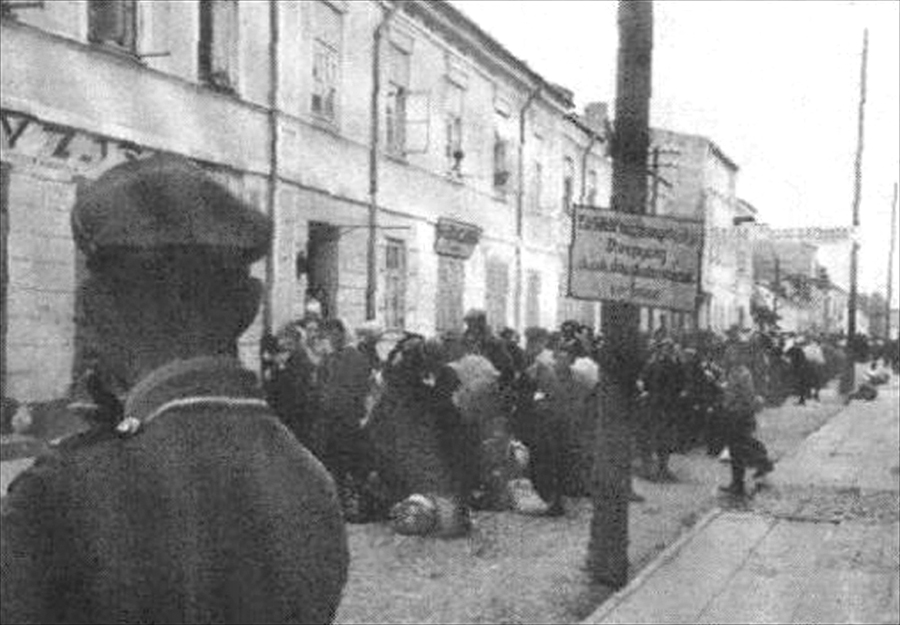
اخراج به اردوگاه مرگ در جریان برچیدن گتو بیاوا پودلاسکا توسط گردان پلیس ذخیره ۱۰۱ در ۱۹۴۲

در سال ۱۹۴۲، نازی‌ها عملیات راینهارد را آغاز کردند که شامل تبعید سیستماتیک یهودیان به اردوگاه‌های مرگ می‌شد. مقامات نازی در سراسر اروپا یهودیان را یا به گتوهایی در اروپای شرقی یا اغلب به‌طور مستقیم به اردوگاه‌های مرگ ساخته شده توسط نازی‌ها در لهستان اشغالی، تبعید کردند. در طی ۵۲ روز، تقریباً ۳۰۰٬۰۰۰ نفر تنها از گتو ورشو به تربلینکا اخراج شدند. در برخی گتوها، سازمان‌های مقاومت محلی خیزش‌هایی را به راه انداختند. هیچ‌یک از این خیزش‌ها موفق نبودند و در نهایت جمعیت یهودیان گتوها تقریباً به‌طور کامل کشته شدند. در ۲۱ ژوئن ۱۹۴۳، هاینریش هیملر دستور به برچیدن همه گتوهای یهودی‌نشین و انتقال ساکنان باقی مانده آن‌ها به اردوگاه‌های کار اجباری را صادر کرد. تعداد اندکی از گتوها به عنوان اردوگاه‌های کار اجباری تعیین شدند و تا سال ۱۹۴۴ به وجود خود ادامه دادند.